# Samuel Thomas Evans
Samuel Thomas Evans, född den 4 maj 1859 i Neath, Glamorganshire, död den 13 september 1918 i Brighton, var en brittisk jurist.
Evans blev advokat 1891 och var liberal underhusledamot 1890-1910, därunder en bland de walesiska radikalernas ledare. Han blev 1908 solicitor general i Asquiths ministär och erhöll då knightvärdighet samt utsågs 1910 till president i Probate, Divorce and Admiralty Division av High Court of Justice. Dit hänvisades efter första världskrigets utbrott (1914) alla prismål, och som prisdomstolens president visade Evans stor skicklighet i att till kronans förmån på bekostnad av neutrala länders intressen tillämpa äldre tiders sjörättsregler på det moderna sjö- och handelskrigets förhållanden.